# Oxandra opaca
Oxandra opaca är en kirimojaväxtart som beskrevs av Edmundo Pereira och Guido Frederico João Pabst. Oxandra opaca ingår i släktet Oxandra och familjen kirimojaväxter. Inga underarter finns listade i Catalogue of Life.